# Kozhikode (stad)
Kozhikode, voorheen ook Calicoet of Calicut, is een kuststad en gemeente in de Indiase staat Kerala. Het is de op twee na grootste stad van Kerala en de hoofdstad van het gelijknamige district Kozhikode. In 2001 had de gemeente 436.527 inwoners en het stedelijke gebied 880.168.

## Geschiedenis
In de middeleeuwen was Kozhikode al een belangrijk centrum in de specerijenhandel. In de veertiende eeuw werd de stad onder meer bezocht door de Marokkaanse reiziger Ibn Battuta en door de Chinese admiraal Zheng He. 
In 1488 bezocht de Portugees Pêro da Covilhã over land de stad in voorbereiding van een maritieme expeditie. Met de hulp van een moslimloods arriveerden de schepen van Vasco da Gama op 20 mei 1498 in het 15 km noordelijker gelegen Kappad. Het grote cultuurverschil bleek toen ze de tempels en rituelen van de hindoes voor christelijk namen. Commerciële onderhandelingen met de samorijn van Calicut werden tegengewerkt door de Arabische concurrentie en ook Da Gama's constante neiging om naar geweld te grijpen was niet bevorderlijk. Niettemin keerde hij in 1499 terug met een vracht specerijen. 
De volgende Portugees die naar Calicut vertrok was Pedro Álvares Cabral in 1500. Door gijzelaars te nemen bekwam hij een factorij, maar het geweld dat hij gebruikte leidde tot oproer. Daarop bombardeerde hij de stad, bracht schepen met honderden passagiers tot zinken en at afgeslachte olifanten. Al in 1501 zeilde een derde expeditie naar Calicut onder João de Nova. Hij werd aangevallen door schepen van de samorijn, maar zegevierde. Een nieuwe expeditie van Da Gama bracht verdere escalatie. In februari 1503 kwam het tot een zeeslag, die werd gewonnen door de zwaarbewapende vloot van de Portugezen. In 1510 werd de stad verwoest door Afonso d'Albuquerque.
De stad is beschreven door Jan Huygen van Linschoten in 1596 en is aangedaan door Pieter Willemsz. Verhoeff en Pieter van den Broecke. In 1616 hadden ook de Engelsen er een handelspost. In 1789 is de stad veroverd door Tippo Sahib en verwoest. In 1792 kwam de stad in handen van de Engelsen.

## Wetenswaardigheden
De kalkoen en de katoenen stof calicot ontlenen hun naam aan Calicoet. De kalkoen komt echter uit Amerika. 

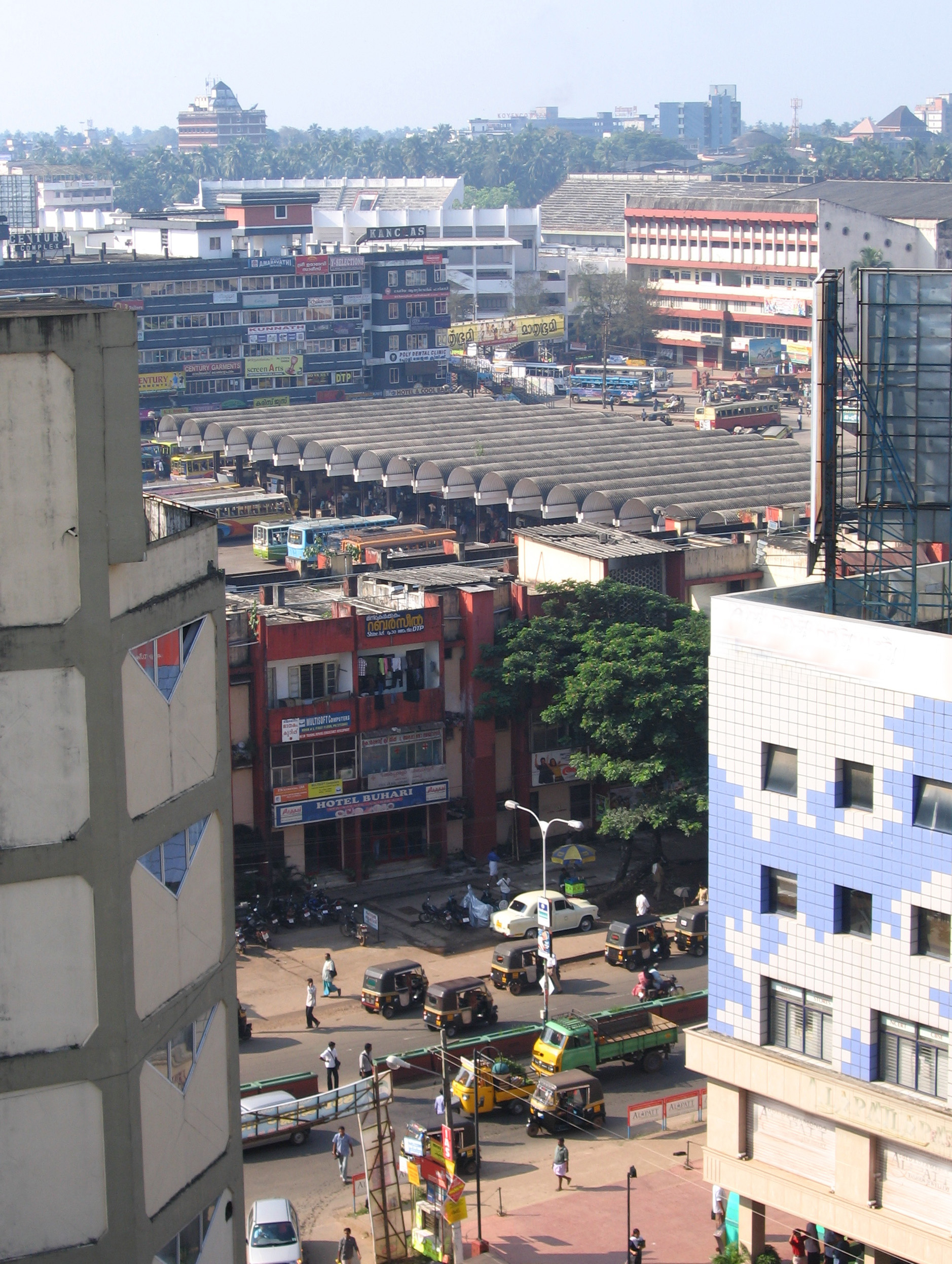
Kozhikode Mavoor Road Bus Stand